# Pistolet Astra 3000
Astra 3000 – hiszpański pistolet samopowtarzalny. Była to unowocześniona wersja pistoletu Astra 300. Pistolet posiadał chwyt o bardziej ergonomicznym kształcie i był wyposażony we wskaźnik obecności naboju w komorze nabojowej.
W 1956 roku produkcję Astry 3000 zakończono. Jej następcą w ofercie firmy był pistolet Astra 4000 (Falcon).

## Opis
Astra 3000 była bronią samopowtarzalną. Zasada działania oparta na odrzucie zamka swobodnego.
Astra 3000 była zasilana z wymiennego, jednorzędowego magazynka pudełkowego o pojemności 6 nabojów kalibru 9 mm lub 7 kalibru 7,65 mm, umieszczonego w chwycie. W pistoletach produkowanych przed 1953 rokiem zatrzask magazynka znajdował się u spodu chwytu, pistolety późniejsze miały go po lewej stronie chwytu, w pobliżu kabłąka spustowego. Posiadał Lufę gwintowaną, przyrządy celownicze mechaniczne, stałe (muszka i szczerbinka).